# Берлін Тауншип (округ Вейн, Пенсільванія)
Берлін Тауншип (англ. Berlin Township) — селище (англ. township) в США, в окрузі Вейн штату Пенсільванія. Населення — 2478 осіб (2020).

## Демографія
Згідно з переписом 2010 року, у селищі мешкало 2578 осіб у 1002 домогосподарствах у складі 712 родин. Було 1234 помешкання
Расовий склад населення:
| - 97,5 % — білих - 0,7 % — азіатів - 0,6 % — чорних або афроамериканців - 0,1 % — корінних американців |

До двох чи більше рас належало 0,9 %. Частка іспаномовних становила 2,4 % від усіх жителів.
За віковим діапазоном населення розподілялося таким чином: 23,1 % — особи молодші 18 років, 60,5 % — особи у віці 18—64 років, 16,4 % — особи у віці 65 років та старші. Медіана віку мешканця становила 42,8 року. На 100 осіб жіночої статі у селищі припадало 103,5 чоловіків;  на 100 жінок у віці від 18 років та старших — 102,0 чоловіків також старших 18 років.
Середній дохід на одне домашнє господарство  становив 61 016 доларів США (медіана — 55 912), а середній дохід на одну сім'ю — 71 015 доларів (медіана — 66 953). Медіана доходів становила 45 000 доларів для чоловіків та 32 298 доларів для жінок. За межею бідності перебувало 7,5 % осіб, у тому числі 7,3 % дітей у віці до 18 років та 0,0 % осіб у віці 65 років та старших.
Цивільне працевлаштоване населення становило 1171 особа. Основні галузі зайнятості: мистецтво, розваги та відпочинок — 19,2 %, освіта, охорона здоров'я та соціальна допомога — 19,0 %, роздрібна торгівля — 13,3 %, будівництво — 10,8 %.